# Oxyurichthys tentacularis
Oxyurichthys tentacularis és una espècie de peix de la família dels gòbids i de l'ordre dels perciformes.

## Morfologia
Els mascles poden assolir els 17 cm de longitud total.

## Distribució geogràfica
Es troba des de Transkei (Sud-àfrica) fins a Zanzíbar, Madagascar, el Pacífic occidental de clima tropical i el delta del Mekong.